# Stanislav Novák (politik národních socialistů)
Stanislav Novák (28. dubna 1908 – 1996) byl český a československý politik Československé strany národně socialistické a poslanec Prozatímního a Ústavodárného Národního shromáždění.

## Biografie
V roce 1945 se profesně uvádí jako rolník z Třebětína u Letovic.
V letech 1945-1946 byl poslancem Prozatímního Národního shromáždění za národní socialisty, respektive za Jednotný svaz českých zemědělců. Po parlamentních volbách v roce 1946 se stal poslancem Ústavodárného Národního shromáždění, opět za národní socialisty. V parlamentu setrval do voleb do Národního shromáždění roku 1948.